# برينتري (فيرمونت)
برينتري (بالإنجليزية: Braintree, Vermont)‏ هي بلدة تقع في مقاطعة أورانج (فيرمونت) بولاية فيرمونت في الولايات المتحدة. تأسست عام 1781، تبلغ مساحتها 99.3 (كم²)، وترتفع عن سطح البحر 295 م، بلغ عدد سكانها 1194 نسمة في عام 2000 حسب إحصاء مكتب تعداد الولايات المتحدة وتصل الكثافة السكانية فيها 12 نسمة/كم2.

## وصلات خارجية
- braintreevt.com
- The US50 - Cities and Towns in Vermont State
- Vermont Cities and Towns, Facts, Map, Flag, Colleges, Government, and More